# Chlamydella
Chlamydella is een geslacht van tweekleppigen uit de  familie van de Cyclochlamydidae.

## Soorten
- Chlamydella favus (Hedley, 1902)